# Castilleja foliolosa
Castilleja foliolosa är en snyltrotsväxtart som beskrevs av William Jackson Hooker och Arn.. Castilleja foliolosa ingår i släktet målarborstar, och familjen snyltrotsväxter. Inga underarter finns listade i Catalogue of Life.

## Bildgalleri

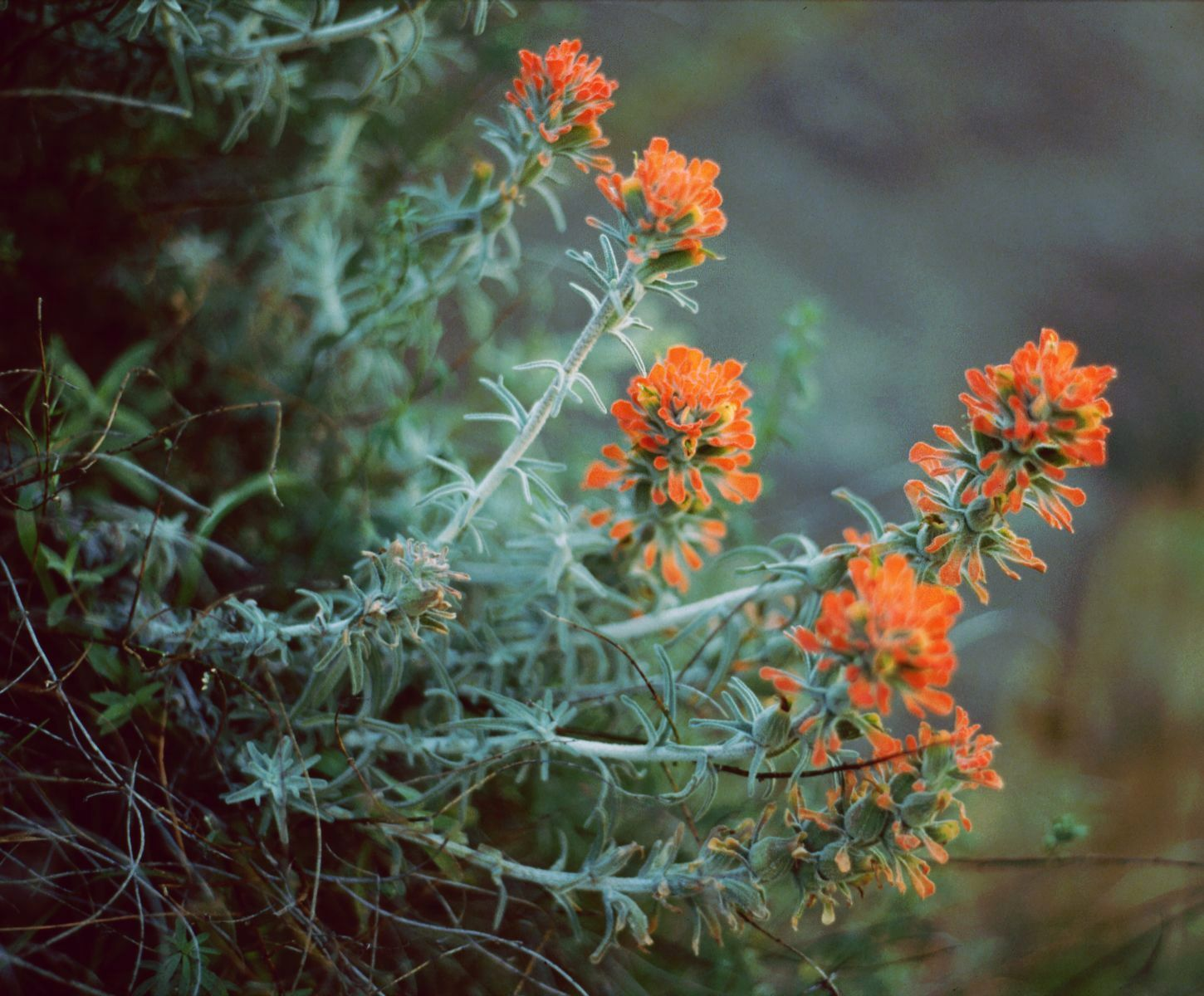
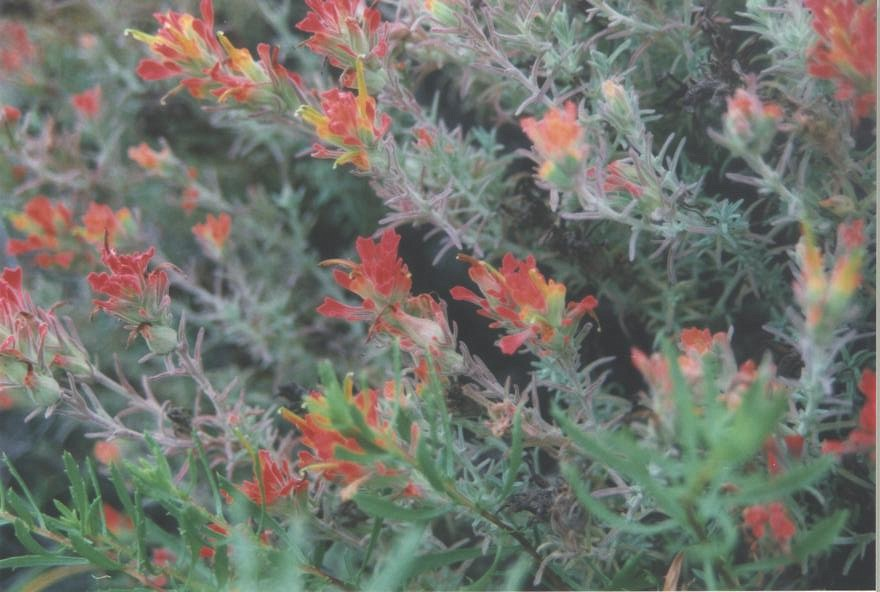